# Kočno pri Polskavi
Kočno pri Polskavi je naselje v Občini Slovenska Bistrica. Šteje približno 20 domačij s 85 prebivalci. Leži na vzhodni strani Pohorja na okoli 500 metrih nadmorske višine na južni strani reke Polskave. Prebivalci se ukvarjajo predvsem s kmetijstvom, največ s poljedelstvom, z živinorejo, sadjarstvom in vinogradništvom. Vas je idilično urejena in je pravi etnološki muzej na prostem. Po vasi je razstavljeno staro kmečko orodje, stroji in pripomočki, ki so jih nekdaj uporabljali na kmetijah v Kočnem in okolici. Vaščani že mnogo let skrbijo za urejenost vasi. Leta 1988 je bila vas nagrajena s turističnim nagljem, leta 1989 z zlato vrtnico in leta 1993 s priznanjem za lepo urejen kraj. Leta 2006 je prejela priznanje za najlepšo slovensko vas. 
Vas Kočno je tudi priročna izletniška točka. Od Zgornje Polskave je oddaljena dobra 2 km, od nje pa vodi pot do Maroltove jelke, ki je največja v Sloveniji, do Smolarjevega mlina ali do bolnišnice Jesen, ki je Nemci med 2. svetovno vojno niso odkrili. Druga možnost je pohod po cesti do Šmartnega, ki je oddaljeno 6 km.